# Amarre
Une amarre est une aussière utilisée par les bateaux afin de se maintenir en position contre un quai ou un autre bateau ou de se maintenir lié à tout équipement et/ou système autorisé tel que coffre, duc-d'Albe, etc.
De fait, larguer les amarres est la première opération effectuée juste avant de prendre le large, et est devenue une expression synonyme de départ dans le langage courant.